# Многоколючниковые
Многоколючниковые (лат. Polycentridae) — семейство пресноводных лучепёрых рыб. Ранее семейство включали в состав отряда окунеобразных (Perciformes), также помещали в отряд Cichliformes, а с 2016 года рассматривают как incertae sedis в подсерии Ovalentaria.

## Биология
Все представители семейства имеют специфическую форму тела, похожую на листья. Их стиль плавания напоминает дрейфующий лист, что отражено в англоязычных и русскоязычных названиях представителей семейства. Хищники, основными объектами питания являются мелкие рыбы и водные беспозвоночные. После попадания жертвы в зону видимости рыбы, они в течение долей секунды атакуют и всасывают добычу целиком. У всех представителей семейства большая голова и очень большой рот с выдвижной челюсть, что позволяет потреблять жертву, сравнимую по размерам с самим хищником.

## Классификация
Систематика семейства пока окончательно не определена. Предлагались многочисленные обоснования систематического положения представителей данного и сестринских семейств. Ранее в состав семейства включали 4 рода: Monocirrhus, Polycentrus, Afronandus и Polycentropsis. Позднее африканские виды были помещены в семейство Nandidae. Некоторые авторы доказывают, что африканские и южноамериканские виды образуют монофилетическую группу. Пока данное обоснование окончательно не утверждено  в ихтиологической систематике.
На январь 2020 года в составе семейства рассматриваются только 2 рода с 3 видами:
- Род Monocirrhus Heckel, 1840 — Рыбы-листы
  - Monocirrhus polyacanthus Heckel, 1840 — Рыба-лист
- Род Polycentrus Müller & Troschel, 1849 — Южноамериканские многоколючники
  - Polycentrus jundia Coutinho & Wosiacki, 2014[4]
  - Polycentrus schomburgkii Müller & Troschel, 1849 — Южноамериканский многоколючник, или рыба-обрубок